# José Maria Monteiro
José Maria Monteiro (Campos dos Goytacazes, 15 de maio de 1923 – Rio de Janeiro, 2 de janeiro de 2010) foi um ator e diretor brasileiro.
Atuou em novelas como Escrava Isaura, interpretando o Capitão Andrade; O Feijão e o Sonho; Sinhazinha Flô; Cabocla e Sétimo Sentido. Em 1988, atuou em Olho por Olho, da Rede Manchete, seu último papel na televisão. Fez carreira também no teatro.